# ميس سكوتايلياني
ميس سكوتايلياني (الاسم العلمي:Celtis scotellioides) هو نوع من النباتات يتبع جنس الميس من الفصيلة القنبية.